# Patrick T. Harker
Patrick Timothy Harker (Gloucester City, Nueva Jersey, 19 de noviembre de 1958) es el presidente de la Reserva Federal de Filadelfia. Harker fue anteriormente presidente de la Universidad de Delaware. Ha sido además decano  de la Wharton School, en la Universidad de Pensilvania, entre 2001 y 2007. Empezó su presidencia de la Universidad de Delaware en 2007 y dimitió en 2015.

## Biografía
Harker creció en Gloucester City, Nueva Jersey. Se graduó en St. Mary's School en Gloucester en 1973, y de joven fue atleta en el instituto católico de Gloucester.
Antes de recibir su Ph.D. por la Universidad de Pensilvania en 1983, Harker trabajó como ingeniero consultor en Filadelfia y Nueva York. Fue miembro de la facultad de la Universidad de California, Santa Bárbara, en el curso 1983–1984.
Harker fue nombrado Investigador Joven Presidencial por la National Science Foundation en 1986 y asesor de la Casa Blanca por el presidente George W. Bush en 1991. En esta última posición, pasó de 1991 a 1992 como Asistente Especial del Director de la Oficina Federal de Investigación.

## Universidad de Pensilvania
Harker se unió a la Escuela de negocios Wharton en 1984. De 1994 a 1996, Harker trabajó como profesor y catedrático del Departamento de Ingeniería de Sistemas en la Escuela Penn de Ingeniería y Ciencia Aplicada.
Harker fue presidente del Departamento de Operaciones y Administración de Información de Wharton. En febrero de 2000, fue nombrado decano de la Escuela Wharton y profesor Reliance de Gestión y Empresa Privada. Fue miembro del Wharton Financial Institutions Center y realizó una estancia como profesor de Ingeniería Eléctrica y de Sistemas en Penn. También fue director del centro Fishman-Davidson, escuela de estudios del sector servicios. Más tarde, en 1991, fue nombrado profesor de Transporte privado de la UPS, el profesor más joven en la historia de Wharton. De 1996 a 1999, fue nombrado redactor jefe de la revista principal de Investigación de Operaciones.

## Universidad de Delaware
Harker fue elegido como 26.º Presidente de la Universidad de Delaware el día 1 de diciembre de 2006. 
Asumió el cargo el 1 de julio de 2007. 
En mayo de 2008, el Dr. Harker dio a conocer un amplio plan estratégico, UD Path to Prominence, basado en la excelencia en la educación de pregrado, posgrado y profesional, liderazgo ambiental, compromiso global y servicio a la comunidad. Ha establecido numerosos centros de investigación, así como la Oficina de Innovación Económica y Asociaciones, que estimula la invención y el espíritu empresarial y traduce la investigación de UD en las tecnologías de conducción económica. Para establecer Delaware como centro de ciencias de la salud, UD se ha asociado con los principales proveedores de atención de la salud de la región en la Delaware Health Sciences Alliance.
Durante su mandato como presidente, la Universidad de Delaware adquirió una propiedad de 272 acres adyacente al campus de Newark que ahora se está desarrollando como el campus de la ciencia, de la tecnología y de la investigación avanzada (STAR). El desarrollo futuro de este campus está diseñado para establecerlo como un centro de innovación, centrado en la investigación líder en áreas como la ciencia de la salud, la ciberseguridad y la energía alternativa. En la actualidad, el campus alberga el Complejo de Ciencias de la Salud de la Universidad de California, el centro de fabricación de células de combustible de la Costa Este de Bloom Energy, con sede en California, y el proyecto eV2g de la Universidad, una interfaz de dos vías entre vehículos eléctricos y la red eléctrica.
Los principales proyectos de construcción en el campus desde que el Dr. Harker se convirtió en presidente incluyen el Laboratorio de Ciencias e Ingeniería Interdisciplinaria de 194,000 pies cuadrados (ISE Lab), un centro de enseñanza e investigación en el campus; Louis L. Redding y Residencias de Eliphalet Gilbert; una nueva librería de la Universidad de Delaware; y mejoras a las instalaciones de atletismo del campus, incluyendo una adición al Centro Bob Carpenter y una renovación importante del Edificio Deportivo Carpenter.
En 2012, Harker fue nombrado miembro de la Academia Nacional de Inventores por sus destacadas contribuciones personales a la innovación y para facilitar y nutrir patentes, licencias y comercialización con el propósito de desarrollo económico de la Universidad y el estado de Delaware.
Recibió el Informs Fellows Award en reconocimiento a su extraordinario logro en la investigación operativa y las ciencias de la gestión en 2012. Fue reconocido "por su notable liderazgo en las organizaciones que dirige y por sus contribuciones a la teoría de las desigualdades variacionales y su editorial Servicios a INFORMS ". El Instituto de Investigación Operativa y Ciencias de la Gestión (INFORMS) es una sociedad científica internacional con 10.000 miembros.
Sus artículos de opinión han sido publicados en The New York Times, The Chronicle of Higher Education, The Philadelphia Inquirer y The (Delaware) News Journal. En diciembre de 2014, su comentario, "Haciendo sentido del futuro de la educación superior: una perspectiva económica y operativa", fue publicado en Service Science.
El Dr. Harker era director de Clase B del Banco de la Reserva Federal de Filadelfia hasta que fue nombrado Presidente del Banco y miembro del Consejo Asesor Académico de Homeland Security. Sirve en los consejos de Christiana Care Health Systems, First State Innovation, Catholic Relief Services, Easter Seals de Delaware, Decision Lens, Pepco Holdings, Huntsman Corp y The Minerva Project, así como muchos otros grupos comunitarios y sin fines de lucro. Es miembro del Comité Directivo de la Iniciativa de Liderazgo Regional del Consejo de Competitividad y miembro del Consejo Ejecutivo de Crecimiento de la Cámara de Comercio de Filadelfia.
La compensación de Harker para el año fiscal 2008-2009 fue $ 810,603. Su paga para 2009-2010 era $ 726,307, y su paga para 2010-2011 era $ 728.329.
Durante su carrera, Harker ha publicado varios libros y más de 100 artículos.

## Reserva federal de Filadelfia
El 2 de marzo de 2015, Harker fue nombrado el undécimo presidente y director ejecutivo del Banco de la Reserva Federal de Filadelfia. Harker, que había servido como un director de banca de clase B de la Fed de Filadelfia durante los últimos tres años, sucedió a Charles Plosser, que se retiró a partir del 1 de marzo de 2015.